# Министерство иностранных дел, внешней торговли и международного бизнеса Барбадоса
Министерство иностранных дел, внешней торговли и международного бизнеса Барбадоса является одним из ключевых правительственное агентство основано в Бриджтаун, Барбадос, конкретно регулирует и развивает внешние связи и характер торговых операций с другими странами Карибского бассейна. Она направлена на укрепление региональной политической и экономической интеграции и повышение Карибского единстве с другими островами.
Ниже приведен список министра иностранных дел Барбадоса с 1966 года по настоящее время.

## Министры иностранных дел Барбадоса, 1966-настоящее время
- Эррол Барроу (1920 - 1987): 1966 - 1971
- Джеймс Кэмерон Тюдор (его 1-й срок) (1919 - 1995): 1971 - 1972
- Джордж Мо (1932 -2004): 1972 - 1976
- Генри Форд (р. 1933): 1976 - 1981
- Луис Талл (р. 1938): 1981 - 1985
- Найджел Барроу: 1985 - 1986
- Джеймс Кэмерон (с 1987 года, сэр Джеймс Кэмерон Тюдор) (его 2-й срок): 1986 - 1989
- Кинг Морис (р. 1936): 1989 - 1993
- Брэнфорд Тэйтт (р. 1938): 1993 - 1994
- Билли Миллер (с 2003 года, дама Билли Миллер) (р. 1944): 1994 - 2008
- Кристофер Синклер (р. 1967): 2008
- Максин Памела Омета Мак-Клин: 2008 -